# 勒拉赫
勒拉赫（德語：Lörrach，發音：[ˈlœʁax] ⓘ）是德国巴登-符腾堡州弗赖堡行政区勒拉赫县的城市，也是勒拉赫县的县治，靠近法国和瑞士的边界，面积39.37平方千米，2023年12月31日人口为50,670人。
勒拉赫于1403年获得市场权，直到1682年才获得城市权。
勒拉赫是奥特马·希茨费尔德的故乡，希茨费尔德是德国最成功和最受欢迎的足球教练之一。

## 友好城市
罗拉赫与以下城市结为友好城市：
- 法國 桑斯（1966年）
- 義大利 塞尼加利亞（1986年）
- 法國 维拉日讷夫（1988年）
- 德国 梅拉讷（1990年）
- 英国 切斯特（2002年）